# Стара-Любовня (район)

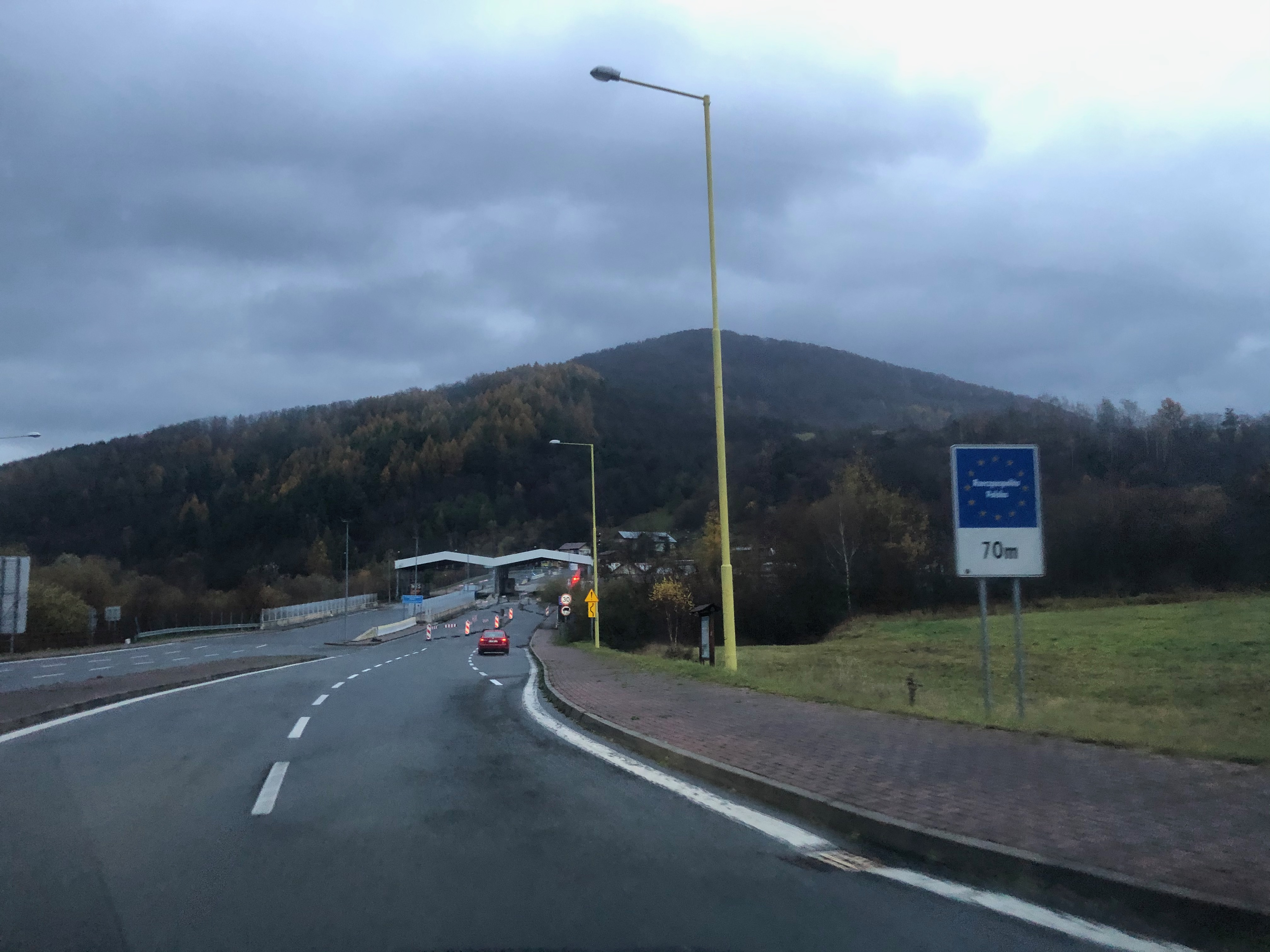
Граница с Польшей

Район Стара-Любовня (словац. Okres Stará Ľubovňa) — район Словакии. Находится в Прешовском крае. Административный центр — город Стара-Любовня. На севере граничит с Польшей, на востоке с районом Бардеёв, на юго-востоке с районом Сабинов, на юго-западе и западе с районом Кежмарок.
Площадь составляет 624 км², население — 52 968 человек (2021).
На территории района находится 44 населённых пункта, в том числе 2 города.

## Население
| Год:                | 1994   | 2004    | 2014    | 2024    |
| ------------------- | ------ | ------- | ------- | ------- |
| Количество человек: | 48 627 | 51 373  | 53 379  | 53 392  |
| Разница:            |        | +5,64 % | +3,90 % | +0,02 % |

### Статистические данные (2001)
Национальный состав:
- Словаки — 90,2 %
- Русины/Украинцы — 4,5 %
- Цыгане — 3,7 %

Конфессиональный состав:
- Католики — 62,8 %
- Греко-католики — 31,0 %
- Православные — 2,0 %
- Лютеране — 0,5 %